# Tianguá
Tianguá est une ville brésilienne de l'État du Ceará. Sa population était estimée à 68 892 habitants en 2010. La municipalité s'étend sur 909 km2.

## Maires
| Période | Période | Identité            | Étiquette | Qualité |
| ------- | ------- | ------------------- | --------- | ------- |
| 2009    | 2012    | Natália Felix Frota | PMDB      |         |